# زابلاتی (ناحیه ژدار ناد سازاوو)
زابلاتی (به چکی: Záblatí) یک منطقهٔ مسکونی در جمهوری چک است که در ناحیه ژدار ناد سازاووو واقع شده‌است. زابلاتی ۴٫۱۴ کیلومتر مربع مساحت و ۱۷۵ نفر جمعیت دارد و ۵۲۷ متر بالاتر از سطح دریا واقع شده‌است.